# John LaMotta
John LaMotta (Brooklyn, New York, 8 januari 1939) is een Amerikaanse acteur, vooral bekend geworden als buurman Trevor Ochmonek uit de serie ALF. 

## Filmografie
- Dark Shadows Televisieserie - Ghost of Marco (Episode 1.826, 1969)
- A Place Called Today (1972) - White Construction Worker
- Mean Johnny Barrows (1976) - Antonio Goti
- Barney Miller Televisieserie - Rol onbekend (Afl., Happy New Year, 1976)
- 2076 Olympiad (1977) - Boris
- Baretta Televisieserie - Keely (Afl., Everybody Pays Fare, 1977)
- Baretta Televisieserie - Barman (Afl., Make the Sun Shine, 1977)
- The Gift of Love (Televisiefilm, 1978) - Verkoper
- The White Shadow Televisieserie - Pit Boss (Afl., We're in the Money, 1979)
- One More Chance (1983) - Rol onbekend
- Hill Street Blues Televisieserie - Barbezoeker (Afl., Buddy, Can You Spare a Heart?, 1983)
- Revenge of the Ninja (1983) - Joe
- Cagney & Lacey Televisieserie - Rol onbekend (Afl., Partners, 1984)
- Hill Street Blues Televisieserie - Bestuurder busje (Afl., Grace Under Pressure, 1984)
- Ninja III: The Domination (1984) - Case
- Breakin' 2: Electric Boogaloo (1984) - Politieman
- Stingray (Televisiefilm, 1985) - Rol onbekend
- American Ninja (1985) - Rinaldo
- Cagney & Lacey Televisieserie - Rol onbekend (Afl., The Rapist: Part 1, 1986)
- Hill Street Blues Televisieserie - Rol onbekend (Afl., Two Easy Pieces, 1986)
- Running Scared (1986) - Evidence Officer
- Growing Pains Televisieserie - Salvatore Babotz (Afl., Jason's Rib, 1986)
- Growing Pains Televisieserie - Jerry (Afl., Career Decision, 1986)
- Hooperman Televisieserie - Rol onbekend (Afl., High Noon, 1988)
- Perry Mason: The Case of the Lethal Lesson (Televisiefilm, 1989) - Barman Al
- Why Me? (1990) - Bank Manager
- ALF Televisieserie - Trevor Ochmonek (1986-1990)
- Who's the Boss? Televisieserie - Lido (Afl., Inherit the Wine, 1990)
- Growing Pains Televisieserie - Buddy (Afl., Meet the Seavers, 1991)
- We're Talking Serious Money (1992) - Gino 'the Grocer'
- Sinatra (Televisiefilm, 1992) - Johnny Corrado
- Bloodfist IV: Die Trying (1992) - Sal
- Lois & Clark: The New Adventures of Superman Televisieserie - Allie Dinello (Afl., Requiem for a Superhero, 1993)
- Gypsy (Televisiefilm, 1993) - Rol onbekend
- Pet Shop (1994) - Tony Marion
- In This Corner (1994) - Papa Sappenfeld
- Northern Exposure Televisieserie - Salvatore D'Angelo (Afl., A Bolt from the Blue, 1994)
- The Scout (1994) - Liftbewaker
- ER Televisieserie - Ivan Gregor (4 afl., 1994)
- Fatal Choice (1995) - Nick Pezzoli
- Vampire in Brooklyn (1995) - Lizzy
- Cagney & Lacey: Together Again (Televisiefilm, 1995) - Taxichauffeur
- Sweet Temptation (Televisiefilm, 1996) - Gino
- Local Heroes Televisieserie - Papoo (Afl., Not the Booth Who Shot Lincoln, 1996)
- Weird Science Televisieserie - Cocky Pirate (Afl., Pirates!, 1996)
- Frasier Televisieserie - Duke (Afl., Duke's, We Hardly Knew Ye, 1994|Where Every Bloke Knows Your Name, 1998)
- You Wish Televisieserie - Toothless Pirate (Afl., All in the Family Room, 1998)
- Lookin' Italian (1998) - Don Dinardo
- The Godson (1998) - Maitre D'
- Caroline in the City Televisieserie - Focus Man (Afl., Caroline and the Drycleaner, 1998)
- Five Aces (1999) - Grandfather Yorgas
- Motel Blue (1999) - Agent Sands
- Rats: A Sin City Yarn (2004) - Huurder (Stem)

- International Standard Name Identifier: 0000 0000 7686 8974
- Library of Congress Control Number: no2010009845
- Virtual International Authority File: 106894393
- WorldCat: E39PBJq6WDyhjjGqCvq9CxYkjC